# ژوزف اوژن اشنیدر
ژوزف اوژن اشنیدر (به فرانسوی: Joseph Eugène Schneider) (زاده ۲۹ مارس ۱۸۰۵ - درگذشته ۲۷ نوامبر ۱۸۷۵) کارآفرین، بانکدار و مدیر ارشد اجرایی فرانسوی بود، که در سال ۱۸۳۶ شرکت اشنایدر الکتریک را تأسیس نمود.